# 2019년 도널드 트럼프 대통령 탄핵 소추

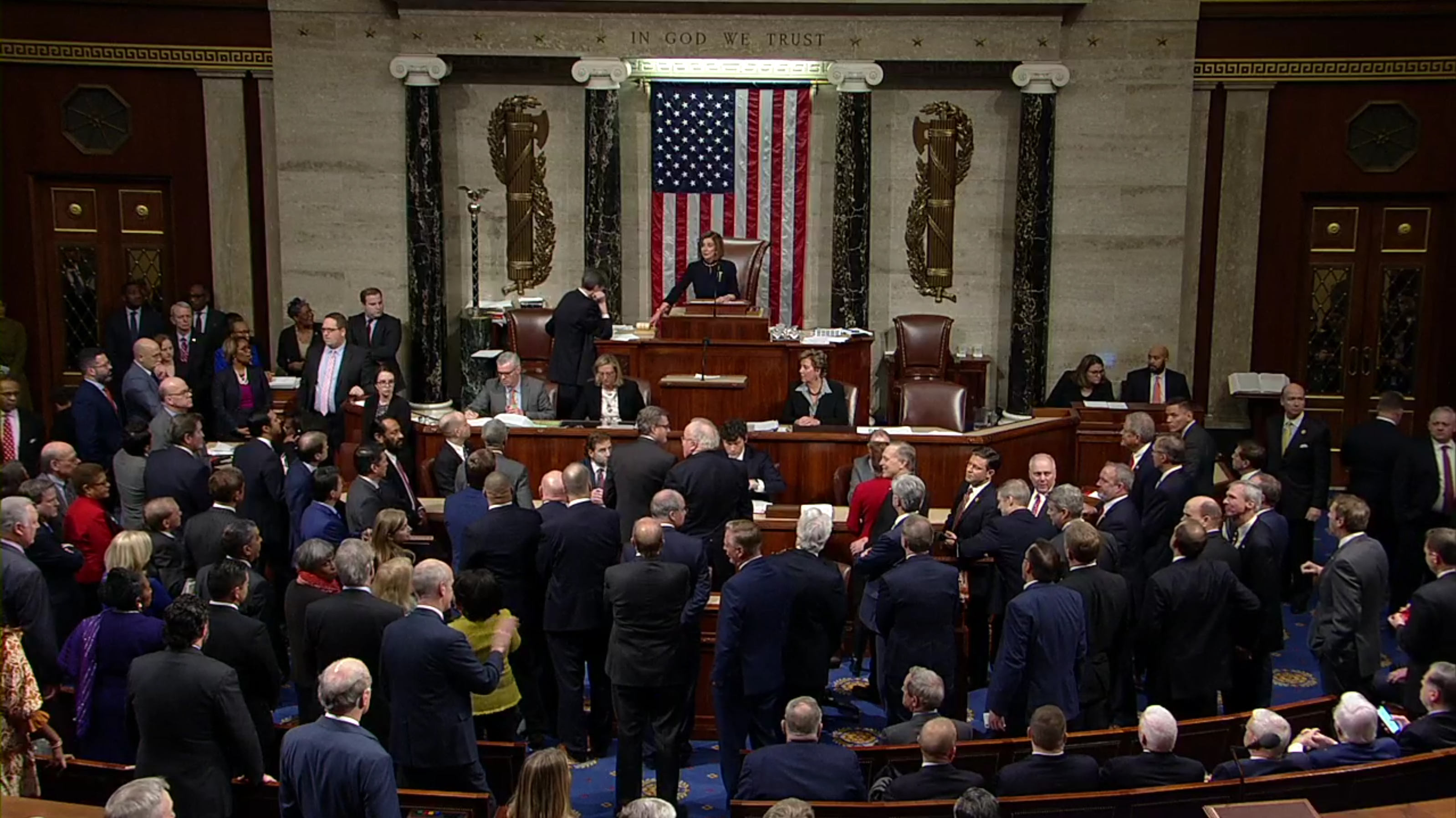

도널드 트럼프 대통령 탄핵 소추(영어: Impeachment of Donald Trump)는 미국의 45대 대통령인 도널드 트럼프가 2019년 12월 18일 미국 하원에서 권력 남용과 의회 업무 방해로 인해 탄핵 소추된 것을 말한다. 미국 상원에서의 절차는 2020년 1월 16일에 시작되었다. 미국의 대통령 도널드 트럼프와 우크라이나의 대통령 볼로디미르 젤렌스키와의 스캔들에 인한 권력 남용과 의회 업무 방해가 쟁점이었다.
2020년 2월 5일 상원 투표에서 부결되었다.

## 결과
- 권력 남용 (부결)
  - 가 - 48표
  - 부 - 52표
- 의회 업무 방해 (부결)
  - 가 - 47표
  - 부 - 53표

## 같이 보기
- 2021년 도널드 트럼프 대통령 탄핵 소추